# Mónica Quinteros
Mónica Rebeca Quinteros Cabeza (Santa Rosa, El Oro, Ecuador, 5 de julio de 1988) es una futbolista ecuatoriana que juega como Delantera y su actual equipo es el Club 7 de Febrero de la Superliga femenina de Ecuador.

## Biografía
Mónica Quinteros comenzó en el ámbito del futbol a muy temprana edad, su ilusión por este deporte se dio a los 6 años de edad, cuando Mónica acompañaba a su madre a los partidos de fútbol que ella jugaba, a los 12 años se inició jugando para el club Huancavilca de la ciudad de Guayaquil, ya que ella y su familia vivían en la Perla del Pacífico, luego pasó al equipo Todas las Estrellas y, posteriormente, militó en el club La Troncal, cuando se encontraba en este club, fue llamada a formar parte de la selección del Guayas entre el 2006 y el 2012, y a la selección de Los Ríos en el año 2013.
Gracias a su calidad dentro de la cancha y a su fortaleza en el juego aéreo, ha sido llamada a la Selección femenina de fútbol de Ecuador en múltiples ocasiones, su primer llamado se dio en el año 2001, cuando tenía 13 años de edad.
Mónica llegó al umbral de su carrera dentro de la Selección, al anotar el gol que llevó al país por primera vez a un Mundial de Futbol Femenino, esto se dio en el estadio Hasely Crawford de la ciudad de Puerto España en el año 2014, cuando Ecuador se enfrentó a Trinidad y Tobago en el partido de vuelta del repechaje válido para la clasificación a la Copa Mundial Femenina de Fútbol de 2015, celebrada en Canadá.
Mónica Quinteros pudo jugar en el futbol del exterior (Israel) en el año 2016, equipo en el cual se coronó campeona de la Liga femenina de aquel país, posteriormente se retiró del fútbol para dedicarse a su profesión (Licenciada en Cultura Física) y retomó su carrera futbolística en el 2019 para formar parte del Club Carneras UPS, perteneciente a la Súperliga Femenina de Ecuador.

## Trayectoria

### 7 de Febrero
Después de formar parte de las selecciones femeninas de Guayas y Los Ríos, se inició jugando de forma profesional en el Club 7 de Febrero, allí se mantuvo durante los años 2013, la primera mitad del 2014 y 2015 y la temporada 2020.

### Espe
Para la segunda mitad del año 2014 fichó por el club Espe, así como también para la segunda mitad del 2015.

### F.C. Kiryat Gat
En el 2016 tuvo su única experiencia internacional, al formar parte del club isarelí F.C. Kiryat Gat, allí permaneció durante medio año, en ese tiempo también se preparó, asistiendo al seminario llamado “Jornadas Pedagógicas Deportivas y Técnicas para  Incentivar el Fútbol Femenino y Preparación Física”. Los tiempos libres en aquel año los dedicaba para realizar las tareas del seminario y también para recorrer la ciudad israelita.

### Carneras UPS
En el 2019, motivada por el profesor Edisson Méndez (DT de Carneras UPS), salió de su retiro y retomó la actividad futbolística fichando por el Club Carneras UPS de la ciudad de Cuenca, con aquel club pudo disputar la naciente Súperliga Femenina de Ecuador.

## Selección nacional
Ha sido internacional con la Selección femenina de fútbol de Ecuador que participó en la Copa del Mundo 2015 jugada en Canadá.

### Participaciones en Copas del Mundo
| Mundial                                 | Sede   | Resultado    | Partidos | Goles |
| --------------------------------------- | ------ | ------------ | -------- | ----- |
| Copa Mundial Femenina de Fútbol de 2015 | Canadá | Primera Fase | 3        | 0     |

### Participaciones en Copa América
| Copa América               | Sede      | Resultado    | Partidos | Goles |
| -------------------------- | --------- | ------------ | -------- | ----- |
| Copa América Femenina 2003 | Perú      | Primera Fase | 2        | 0     |
| Copa América Femenina 2006 | Argentina | Primera Fase | 1        | 0     |
| Copa América Femenina 2010 | Ecuador   | Primera Fase | 4        | 3     |

## Clubes
| Club            | País    | Año                                  | Part. | Goles |
| --------------- | ------- | ------------------------------------ | ----- | ----- |
| Deportivo Quito | Ecuador | (2010) (2012)                        | 9     | 4     |
| Liga de Quito   | Ecuador | 2011                                 | 3     | 3     |
| 7 de Febrero    | Ecuador | (2013 - 2014) (2015) (2020 - Actual) |       | 26    |
| Espe            | Ecuador | (2014) (2015)                        |       | ...1  |
| F.C. Kiryat Gat | Israel  | 2016                                 |       | ...9  |
| Carneras UPS    | Ecuador | 2019                                 | 20    | ...7  |
| Total           | Total   | Total                                |       | 50    |

## Palmarés

### Títulos nacionales
| Título                            | Club            | País   | Año  |
| --------------------------------- | --------------- | ------ | ---- |
| Copa de Fútbol Femenino de Israel | F.C. Kiryat Gat | Israel | 2016 |